# Vessioli (Remóntnoie)
Vessioli - Весёлый (rus) - és un khútor (una mena d'entitat de població) a l'óblast de Rostov, a Rússia, que en el cens del 2010 tenia 101 habitants, pertany al districte de Remóntnoie.